# قط أسود

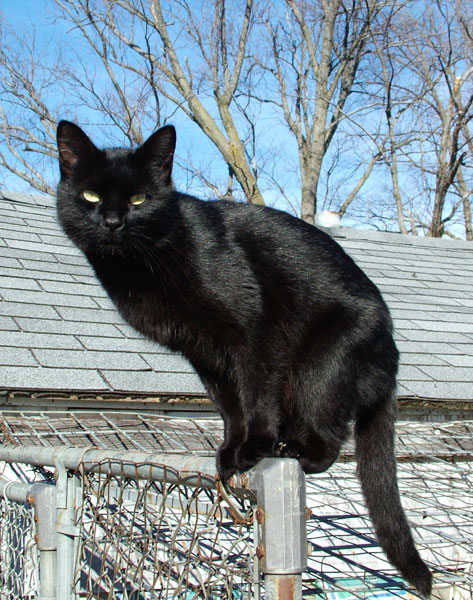
قط أسود

القطة السوداء هي قطة محلية ذات فرو أسود من سلالة القطط الأصيلة أو المختلطة، واعترفت جمعية (CFA) بأثنين وعشرين نوع من سلالة القطط الذين يولدون بفراء سوداء، ويكثر هذا النسل في بومباي، والذكور منهم يكون فروهم أسود بالكامل أكثر من الإناث، وذلك بسبب ارتفاع صبغة الميلانين لديهم التي بسببها أيضا يصبح لون العينان أصفر.

## الفرو
أي قطة ذات لون واحد بما في ذلك السوداء تعرف باسم القطة الموحدة أو ذات اللون الواحد، قد يكون فرو القطة أسود كسواد الفحم أو الأسود المائل للرمادي أو الأسود المائل للبني، ومعظم القطط ذات اللون الواحد تنتج جين متنحي يقوم بقمع النمط المخطط، وفي بعض الأحيان هذا النمط لا يمكن قمعه بالكامل، وقد تظهر بعض العلامات الباهتة حتى على فرو القطة السوداء تحت الضوء.
وتعرف القطط التي تملك فرو أسود ذو جذور بيضاء بالقطط الدخانية السوداء، ويمكن أن يتحول الفرو إلى اللون البني تحت أشعة الشمس (لون الصدأ). وصبغة (Eumelanin) هي الصبغة المطلوبة لإنتاج الفرو الأسود وهذا الفرو هش لحد ما، وربما ذلك بسبب لون الصدأ الذي يظهر في القطط التي تقضي الكثير من الوقت تحت اشعة الشمس، وفي بعض الحالاتالنادرة التي من الممكن أن تسبب الصدأ في الفرو هو نقص انزيم التيروزين المطلوب لإنتاج الايملانين.
و بالإضافة إلى بومباي، فإن جمعية محبي القطط تسمح باللون الأسود كخيار في واحد وعشرين سلالة أخرى، ووصف اللون لهذه السلالات هو:
أسود: اسود فاحم من الجذور حتى الاطراف، خالي تماما من اللون البني (الصدأ). جلد الأنف: أسود. باطن الكف: أسود أو بني.
خالي تماما من اللون البني (الصداء)  أو الدخاني.  باطن الكف: أسود أو بني.
و الإستثناءات هي:
القط الشرقي: الابنوس (أسود) أسود فاحم من الجذور حتى الأطراف، خالي تماما من اللون البني (الصدأ)  أو الدخاني جلد الأنف: أسود. باطن الكف: أسود أو بني.
القط الفرعوني-:  أسود بالكامل من أنفه إلى طرف ذيله، جلد الأنف: أسود. باطن الكف: أسود أو بني.
الراغ مافن-: على الرغم من عدم ذكر اللون الأسود على وجه الخصوص فإن المعيار يسمح بـ«أي لون مع أو بدون اللون الأبيض» لذلك يسمح بالراغ مافن الأسود بالكامل وفقَا لمعيارالنسل.

## الجمعيات التاريخية
الخرافات والتحيز وجلب الحظ الجيد أو السيئ.
يختلف التراث المحيط بالقطط السوداء من ثقافة إلى أخرى، ويعتقد الاسكتلنديون أن وصول القط الأسود الغريب إلى المنزل يدل على الازدهار، وفي الأساطير السلتية هناك خرافة تعرف باسم Cat Sìth وتأخذ شكل قطة سوداء، وكانت القطط السوداء أيضاً تدل على الحظ الجيد في بقية بريطانيا واليابان، وعلاوة على ذلك فإنه يُعتقد أن الآنسة التي تملك قطة سوداءسيكون لديها العديد من الخاطبين، وفي التاريخ الغربي كان يُنظر إلى القطط السوداء عادة على أنها رمزاً للشر وبالتحديد يشتبه في أن لها علاقة بالسحرة، أو في الواقع أن السحرة يقومون بتحويل أنفسهم إلى قططاً سوداء، وتعتبر معظم أوروبا أن القط الأسود رمزاً للحظ السيئ، ولا سيما إذا كان هناك شخص يمشي في طريقه ومر من أمامه قط فإنهم يعتقدون أنه فأل لسوء الحظ وللموت، ويعتقد البعض في ألمانيا أن القطط السوداء التي تعبر أمام الشخص من اليمين إلى اليسار هي نذير شؤم، ولكن من اليسار إلى اليمين عكس ذلك، وفي المملكة المتحدة فإنه من الشائع أن القط الأسود الذي يعبر أمام الشخص هو فأل خير.
و لقد تمكنت القطة السوداء في التراث من التحول إلى طابع بشري لتعمل كجاسوسة أو ساعية للسحرة أو الشياطين، فعندما وصل الحجاج إلى صخرة بليموث كانوا يؤمنون إيماناً راسخاً بالكتاب المقدس، وأيضاً يؤمنون بأن أي شيء يعتبر من الشيطان، وكانت تلك المجموعة مريبة للغاية وكانوا ينظرون إلى القطة السوداء على أنها رفيقة للسحرة، وأي شخص يُقبض عليه ومعه قطة سوداء سيعاقب بشدة أو حتى يقتل، هم ينظرون إلى القط الأسود كجزء من الشيطان والشعوذة وبسبب هذه الخرافات قتلوا الناس القطط السوداء، ولا يوجد دليل على أن إنجلترا أقامت مذابح منتظمة وواسعة النطاق على القطط «الشيطانية» أو حرقها في منتصف الصيف، كما يحدث أحيانًا في أماكن أخرى في أوروبا.
على النقيض فإنه كانت القوى الخارقة للطبيعة المنسوبة إلى القطط السوداء يُنظر إليها في بعض الأحيان بشكل إيجابي، وعلى سبيل المثال البحارة الذين يفكرون في «قطة السفينة» يريدون الحصول على واحدة سوداء لأنها تجلب الحظ الجيد، وتحتفظ زوجات الصيادين بعض الأحيان بالقطط السوداء في المنزل أيضاً على أمل أن يستخدموا تأثير القطط لحماية أزواجهن في البحر.
ويرجع لوجهة نظر أن القطط السوداء مخلوقات مواتية على وجه التحديد إلى آلهة المصرية (باستت)، وهي آلهة القط، واعتقدت الأسر المصرية أنها يمكن أن تحصل على الدعم منباستت باستضافة القطط سوداء في منازلهم، وكان العاهل الإنكليزي تشارلز الأول في أوائل القرن السابع عشر مصدقاً لهذا الاعتقاد، حيث قيل بأنه عند وفاة قطته السوداء الأليفة رثى حاله بأن توفيقه رحل، ووفقاً لإدعائه تم اعتقاله في اليوم التالي وأُتهم بالخيانة العظمى.
و يعتقد قراصنة القرن الثامن عشر أن القطة السوداء تجلب أنواعًا مختلفة من الحظ، فإذا كانت قطة سوداء تسير نحو شخص ما فسيكون ذلك الشخص سيئ الحظ،  أما إذا كانت القطة السوداء تمشي بعيدا عن شخص ما فإن هذا الشخص سيكون ذا حظاً سعيداً.
و على العكس في المملكة المتحدة إذا ما سارت قطّة سوداء نحو شخص ما فإنها تجلب الحظ السعيد، ولكن إذا انحرفت عن مسارها  فإنها تأخذ الحظ الطيب أو السعيد معها، إذا كانت القطة السوداء تسير على متن سفينة ثم مشت خارجا، فالسفينة ستغرق في رحلتها التالية.
إن احتمال تبني القطط السوداء في الملاجئ الأمريكية أقل مقارنة بالألوان الأخرى باستثناء اللون البني، وعموماً فإن الحيوانات السوداء تأخذ وقتاً أطول للعثور على منازل، وبعضالملاجئ أيضاً تعلق أو تحد من تبني القطط السوداء خلال فترة عيد الهالوين خشية تعرضهم للتعذيب، أو استخدامهم كزخارف حية للعطلة ومن ثم التخلي عنهم.
على الرغم من هذا فإنه لم يوثق أحد من قبل في تاريخ العمل الإنساني أي علاقة بين تبني القطط السوداء والقطط التي تُقتل أو تُصاب.
فعندما يتم الإبلاغ عن حالات القتل هذه تشير الأدلة الجنائية إلى الحيوانات المفترسة الطبيعية مثل القيوط والنسور أو الطيور الجارحة كسبب محتمل، ويوم 17 أغسطس هو «يوم تقدير القط الأسود».
و في الأيام الأولى للتلفزيون في الولايات المتحدة، استخدمت العديد من المحطات الموجودة ترددات عالية جدًا على القناة 13 وجلبوا قطة سوداء من أجل جعل الرياضة الموجودة على تلك القناة غير محظوظة.

## النقابية-اللاسلطوية
منذ عام 1880، ارتبط اللون الأسود بالأناركية،  القطة السوداء في حالة تأهب، وتم تبني الرمز فيما بعد كرمز لاسلطوي.
وبشكل أكثر تحديدًا فإن القطة السوداء - التي يطلق عليها عادةً «قطب ساب» أو «سابو تاببي» ترتبط بالنقابية-اللاسلطوية، وهي فرع من الأناركية والتي تركز على تنظيم العمل،
و في شهادة أُدلى بها أمام المحكمة في محاكمة 1918 لعمال الصناعة في العالم، قال رالف شابلن الذي يُنسب إليه إنشاء رمز القط الأسود الخاص بعمال صناعة العالمIWW أن القطة السوداء «شاع استخدامها من قبل الأولاد باعتبار أنها تمثل فكرة التخريب». . والفكرة هي تخويف صاحب العمل من خلال ذكر التخريب أو عن طريق وضع قطة سوداء في مكان ما، أنتتعرف إذا رأيت قطة سوداء تمر عبر طريقك إذا كنت مؤمنًا بالخرافات سيكون لديك حظ سيئ، وفكرة التخريب هي استخدام قطة سوداء صغيرة لتخويف رئيس العمل.

## برنامج مكوك الفضاء
عندما تم إعادة صياغة نظام تسمية برنامج المكوك الفضائي للبعثات لتفادي ظهور STS-13، قام البعض منهم بتصديق الخرافة وفي أبولو 13. والطاقم الذي كان من المفترض أن يكونفي STS-13 (انتقل إلى STS-41C) قاموا برسم هزلي يحتوي على قطة سوداء وعلى رقم 13.  كانت المهمة ناجحة وحتى انها هبطت الجمعة في اليوم 13. كان السبب الرئيسي الآخر لنظام الترقيم الجديد هو استيعاب عدد أكبر بكثير من عمليات الإطلاق.

## القطط السوداء الشهيرة
بلاكي سيئ الحظ
فيليكس القط
جوبولينو، قطة الساحرة
ثاكيري بينكس
هودج
انديا
جيجي
لونا
أوسكار
بلوتو، إدغار آلان بو «القط الاسود»
سالم صابرهاجن
تريم
سنوبول الثاني
جلادستون

## التبني ويوم القطة السوداء
تم تحديد 2014,27 أكتوبر «يوم القط الأسود» من قبل حماية القطط في المملكة المتحدة وبريطانيا العظمى وإيرلندا الشمالية وذلك للاحتفال بفضائلها وتشجيع الناس على تبني القططالسوداء الغير مرغوب فيها، وتشير الأرقام الخاصة بحماية القطط إلى أن القطط السوداء تواجه صعوبة للعثور على منزل جديد أكثر من الألوان الأخرى.
و في عام 2014 ذكرت RSPCA  أن 70 ٪ من القطط المهجورة في رعايتها كانت سوداء مما يشير إلى أن السبب المحتمل هو أن الناس يعتبرون القطط السوداء «غير جذابة».
في الولايات المتحدة «يوم تقدير القطة السوداء» هو 17 من أغسطس.
وأظهرت الأبحاث التي أجرتها ASPCA أن القطط السوداء تملك فرصة أقل للتبني من القطط الأخرى في الملاجئ، وهذا يمكن أن يكون جزئياً بسبب الخرافة وراء أن القطط السوداءترتبط بالسحر أو الحظ السيئ  أو لأنها تبدو مملة بجانب القطط الملونة.
و في عام 2014، نظمت تورونتو  أكبر المدن الكندية حدثًا في يوم الجمعة الأسود حيث انه يمكن للناس أن يتبنوا قطة سوداء دون دفع رسم التبني المعتاد البالغة قدرها 75 دولارًا، وذلك لتشجيع تبني القطط السوداء. وقد انتشر هذا الاتجاه الآن في الولايات المتحدة حيث توفر العديد من الملاجئ تبنيًا مجانيًا للقطط السوداء يوم الجمعة السوداء.
و مع نجاح فيلم الأبطال الخارقين لعام 2018 ذو الطابع الإفريقي «الفهد الأسود»، أصبحت هناك ظاهرة تبني القطط السوداء المحلية كحيوانات أليفة وتسميتهم على شخصيات الفيلم مثلT'Challa و Shuri.
و قد لوحظ أن الناس لم يكونوا مهتمين باتباع هذه الموضة، ولكنهم زاروا ملاجئ الحيوانات لغرض تبني أحد الحيوانات الأليفة تحت الإجراءات الطبيعية، وقد استلهموا فكرة تبني القططالسوداء من فيلم النمر الاسود، وبغض النظر عن ذلك للحد من فرصة التخلي عن هذه القطط عندما ينتهي هذا الولع القصير بتبنيها فإنه يتخذ أفراد ملاجئ الحيوانات ذوي السمعة الطيبة الاحتياطات المعتادة بجعل المتبنين المحتملين يملئون استبانات وللتخلص من الأوصياء المسيئين وحملهم على قراءة الإرشادات حول احتياجات ومسؤوليات هذه الحيوانات الأليفة لثني منهم أقل ضميراً عن القيام بذلك.